# Terrence Deacon

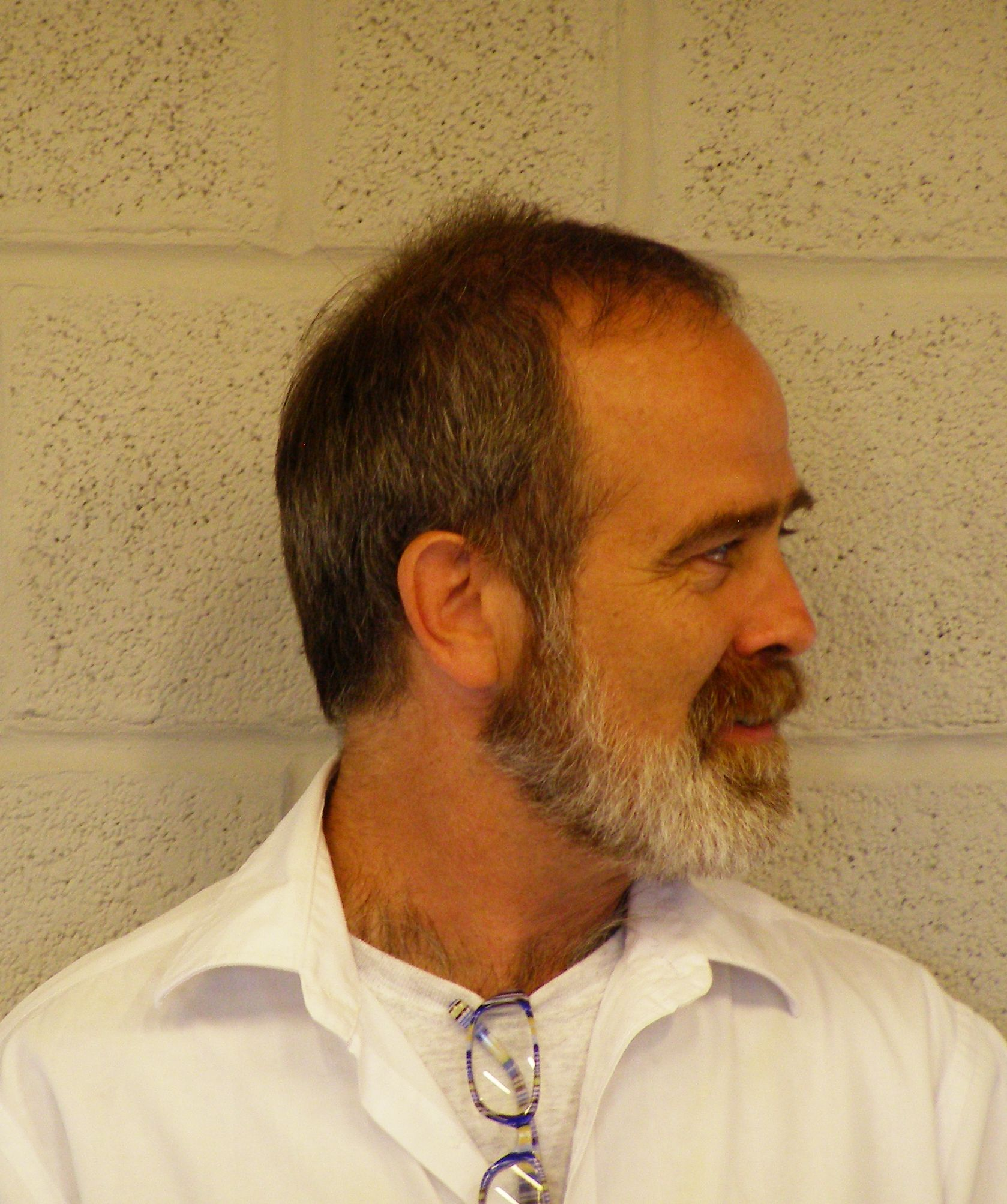
Terrence Deacon

Terrence William Deacon (* 24. August 1950) ist ein US-amerikanischer Neurowissenschaftler und Anthropologe. Deacon ist Professor für Anthropologie an der University of California, Berkeley.

## Leben und Werk
1984 wurde er an der Harvard University bei Irven DeVore promoviert. Bevor er seine derzeitige Position antrat, forschte und lehrte er an der Harvard University und der Boston University.
Er ist Mitglied des New England Complex Systems Institute.
Seine Forschung kombiniert Evolutionsbiologie und Neurowissenschaften mit dem Ziel, die Evolution der menschlichen Kognition zu erforschen.

## Schriften (Auswahl)

### Bücher
- The Symbolic Species: The Co-evolution of Language and the Brain. New York: W.W. Norton & Company. 1997. ISBN 978-0-393-31754-1. (siehe auch Artikel darüber in der engl. Wikipedia: en.wikipedia.org/wiki/The_Symbolic_Species)
- Incomplete Nature: How Mind Emerged from Matter. New York: W.W. Norton & Company. 2011. ISBN 978-0-393-04991-6.

### Aufsätze
- Deacon, T. W. (1989): The neural circuitry underlying primate calls and human language. Human Evolution, 4(5), 367-401.
- Terrence W. Deacon (1990): Rethinking Mammalian Brain Evolution. AMER. ZOOL., 30:629-705.
- Terrence Deacon (2007): Three levels of emergent phenomena. In: Nancey C. Murphy & William R. Stoeger (eds.), Evolution and emergence: systems, organisms, persons. New York: Oxford University Press. pp. 88–110.
- Kull, Kalevi; Deacon, Terrence; Claus Emmeche; Hoffmeyer, Jesper; Stjernfelt, Frederik. (2009). Theses on biosemiotics: Prolegomena to a theoretical biology. Biological Theory 4(2): 167–173.
- Terrence W. Deacon: A Role for Relaxed Selection in the Evolution of the Language Capacity. In: John C. Avise, Francisco J. Ayala (Hrsg.): In the Light of Evolution IV: The Human Condition. Band 4, National Academy of Sciences, National Academies Press, 2010, ISBN 0-309-18528-9.
- Deacon, T.W. (2017): Language Evolution and Neuromechanisms. In: A Companion to Cognitive Science (eds W. Bechtel and G. Graham). https://doi.org/10.1002/9781405164535.ch13.
- Joanna Rączaszek-Leonardi, Iris Nomikou, Katharina J. Rohlfing, Terrence W. Deacon: Language Development From an Ecological Perspective: Ecologically Valid Ways to Abstract Symbols. In: Ecological Psychology. Band 30, Nr. 1, 2. Januar 2018, ISSN 1040-7413, S. 39–73, doi:10.1080/10407413.2017.1410387.
- Deacon, T. W. (2021): How molecules became signs. Biosemiotics, 14(3), 537-559.
- Jacob M, Ford J and Deacon T (2023): Cognition is entangled with metabolism: relevance for resting-state EEG-fMRI. Front. Hum. Neurosci. 17:976036. doi:10.3389/fnhum.2023.976036.
- Deacon TW, García-Valdecasas M (2023): A thermodynamic basis for teleological causality. Philosophical Transactions. Series a, Mathematical, Physical, and Engineering Sciences. 381: 20220282.
- García-Valdecasas M, Deacon TW (2024): Biological functions are causes, not effects: A critique of selected effects theories. Studies in History and Philosophy of Science. 103: 20-28. DOI:10.1016/j.shpsa.2023.11.002.